# Synchlora herbaria
Synchlora herbaria är en fjärilsart som beskrevs av Fabricius 1794. Synchlora herbaria ingår i släktet Synchlora och familjen mätare. Inga underarter finns listade i Catalogue of Life.